# راكدة تجرنبرغية
راكدة تجرنبرغية (الاسم العلمي: Acinetobacter tjernbergiae) هي نوع من البكتيريا يتبع جنس الراكدة من الفصيلة الموراكسيلية.